# Luanti
（先前名為Minetest）是一个由志愿者团队开发的自由及开放源代码沙盒電玩游戏引擎。其以C++編寫，可在Linux、FreeBSD、Microsoft Windows、MacOS和Android等系統上運行。为开发者提供了一个使用Lua的应用程序接口，允許開發者创建他们自己的游戏和模組。
2024年10月，Minetest更名為Luanti。

## 教育領域的使用
Minetest已在教育環境中用於教授數學，程序設計和地球科學等學科。與同類程序或配套相比，它的優勢在於零成本，可在教室或研究環境中進行大規模部署。此外，Minetest的圖形引擎雖然沒有針對最新的硬件進行優化，但在低成本和低端硬件上卻表現出色。
- Minetest被用作輔助設計工具，用於遠程教學。[6]
- Minetest用於向中小學生教授邏輯思維和調試。[7]
- 2017年的法國，Minetest被用來教授微積分和三角學。[8]
- 在巴西的聖卡塔琳娜州聯邦大學，MineScratch（Minetest的變體）被用來教學。[9]
- 2018年，在巴黎笛卡爾大學，Minetest用於向六年級的學生講授生命和地球科學；這些學生無法親自觀察到某些現象，但可以在Minetest虛擬世界中體驗到這些現象。[10]

## Minetest Game
Minetest Game (簡稱為MTG)曾是Minetest預設搭載的遊戲，目前處於維護狀態。它缺少許多沙盒生存遊戲的要素（如敵對生物、身體狀態），所以常與模組一起使用，以增進遊玩體驗。

## 獎項
Opensource.com在「2015年度最佳開源遊戲」中將Minetest列為第一名，指出它可能是「Minecraft的最完整替代品」，並指出了它的可擴展性，並指出它包含一個用於在Lua中創建模組的用戶友好型应用程序接口。个人电脑杂志將Minetest列為「最適合Minecraft粉絲的沙盒創建遊戲」。